# Castel Goffredo

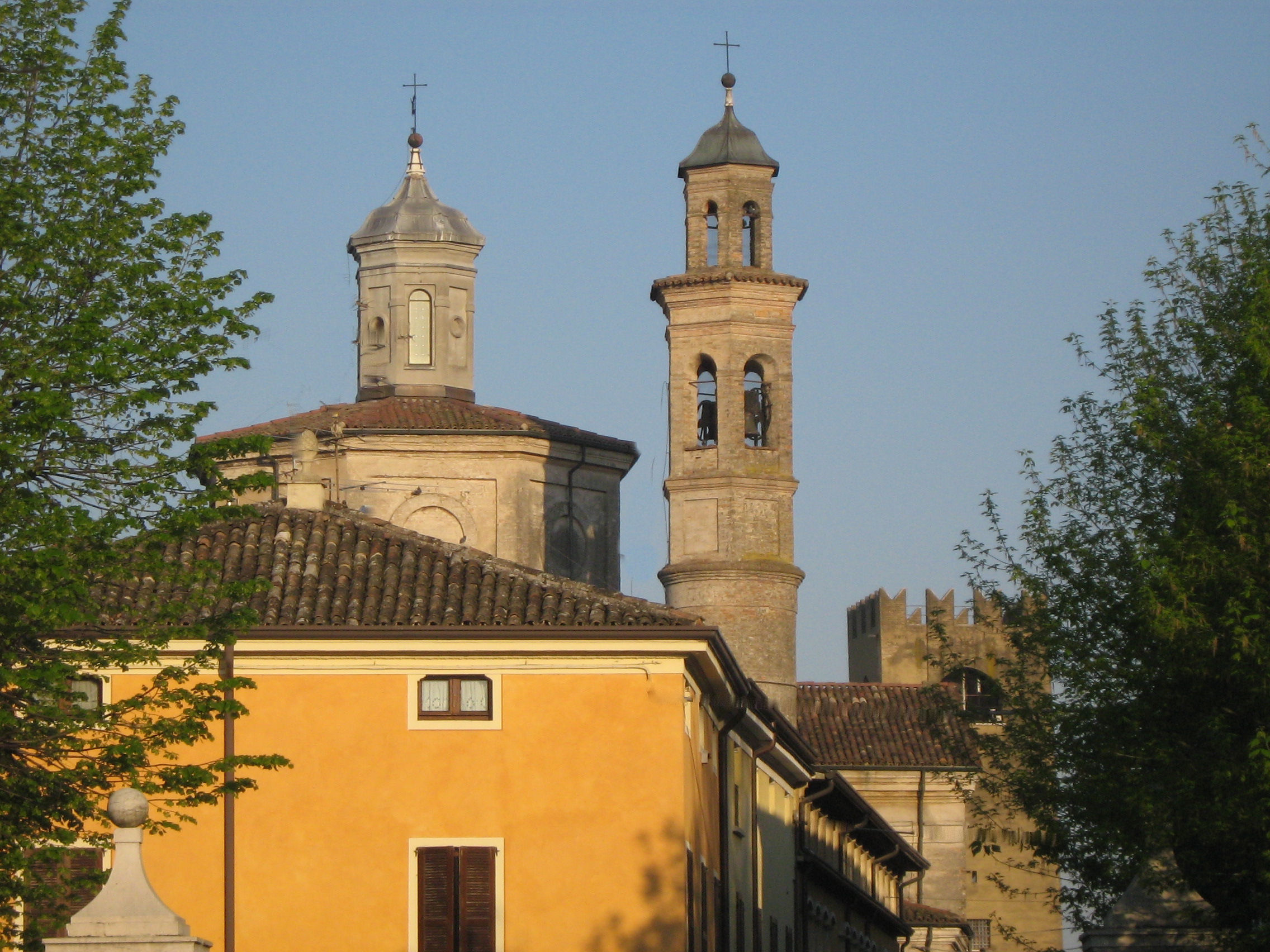
Castel Goffredo

Castel Goffredo ist eine norditalienische Gemeinde (comune) mit 12.763 Einwohnern (Stand 31. Dezember 2023) in der Provinz Mantua in der Lombardei.
Die Gemeinde liegt etwa 29 Kilometer nordwestlich von Mantua und etwa 32 Kilometer südöstlich von Brescia. Castel Goffredo grenzt unmittelbar an die Provinz Brescia.

## Geschichte

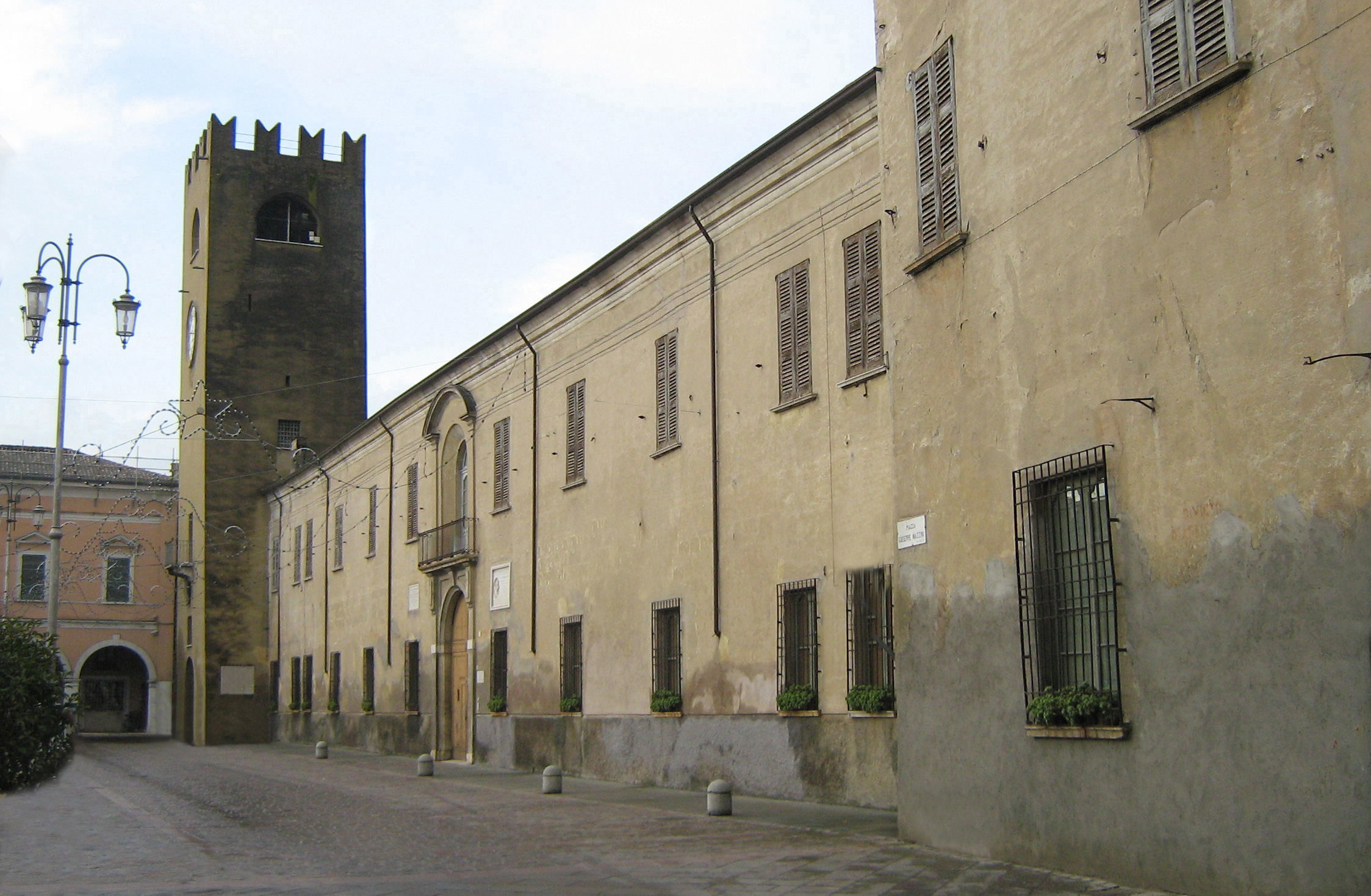
Die Befestigungsanlagen

Vom 9. Jahrhundert bis 1115 stand das Gebiet unter der Herrschaft der Fürstbischöfe von Brescia. Schließlich wechselte die Bevölkerung die Seite und begab sich 1137 unter den Schutz der Fürsten von Mantua. Zwischenzeitlich, von 1348 bis 1404, übten die Visconti von Mailand die Herrschaft über die Region aus. 1441 erreichte die Familie Gonzaga in Mantua wieder die Macht über das Gebiet. Von 1603 bis 1707 war es das Herzogtum Mailand, das hier herrschte. 2002 wurde der Gemeinde der Titel città (Stadt) zuerkannt.
Die mittelalterliche Kirche Chiesa di Santa Maria del Consorzio wurde 1986 abgerissen.

## Wirtschaft und Verkehr
Die Stadt erlebte in den vergangenen 200 Jahren wirtschaftliche Blüte. Bekannt wurde Castel Goffredo insbesondere durch die Textilindustrie, die hier Strumpfhosen produzierte.

## Persönlichkeiten
- Luigi Alessandro Gonzaga di Castiglione, Herr von Castel Goffredo (1495–1549)
- Giuseppe Acerbi (1773–1846), Naturforscher

## Städtepartnerschaft
Castel Goffredo unterhält eine Partnerschaft mit der slowenischen Stadt Piran in der Region Obalno-kraška.